# Гущин, Аркадий Васильевич
Аркадий Васильевич Гущин (26.07.1922 — 17.11.1994) — советский военачальник, участник  Великой Отечественной войны, гвардии генерал-лейтенант инженерных войск (1978) лауреат Государственной премии СССР (1985), начальник Тюменского высшего военно-инженерного командного училища.

## Биография

### Начальная биография
Родился в 1922 году в деревне Иштереково Дебёссккого уезда Вотской автономной области в крестьянской семье.
В 1939 году с отличием окончил среднюю школу в селе Дебёсы.
Учился в Ленинградском военно-инженерном училище.

### В Великую Отечественную войну
1 июня 1941 года выпускнику  Гущину А.В. присвоено воинское звание - лейтенант, при этом его оставляют в училище назначив командиром взвода курсантов. В этой должности с июня по сентябрь 1941 года принимал участие в строительстве оборонительной полосы в Карелии и эвакуации музейных ценностей Эрмитажа. В сентябре училище эвакуируют в город Кострому, где лейтенант Гущин продолжает готвить командные кадры для фронта.
В феврале 1943 года принимал участие в высадке морского десанта на Малую землю в должности командира сапёрной роты. Получив ранение, убывает на лечение в госпитале в городе Батуми.
В апреле 1943 года, направлен в Группу советских войск в Иран, где занимал должность заместителя командира отдельного сапёрного эскадрона кавалерийской дивизии. В ноябре 1943 года вступил в ВКП (б).
После служба в 6-м гвардейском отдельном штурмовом инженерно-саперном батальоне на Закавказском и 1-м Прибалтийском фронтах.
С апреля 1944 года Аркадий Гущин в составе 2-го Белорусского фронта, в 1-й гвардейской штурмовой инженерно-саперной бригаде. Участвовал в форсировании рек: Днепр, Березина, Неман, Одер. При форсировании Одера ранен.
Участововал в осовобождении  Могилева, Минска, Гродно.
Войну завершил под Кёнигсбергом в звании капитана.

### После войны
После войны  Аркадий Гущин продолжил службу в Вооруженых Силах Советского Союза, занимался разминированием местности и  обезвреживанием снарядов и бомб на территории Западной Украины. Служил на различных командных должностях в Прибалтийском и Прикарпатском военному округе, от дивизионного инженера до начальника штаба инженерных войск 8-й танковой армии.
В 1954 году закончил с отличием Военную академию имени М. В. Фрунзе. Лауреат стипендии им. И.В. Сталина.
В 1960 году Аркадий Васильевич получил назначение в Тюмень, где с 1966 по 1974 год работал начальником ТВВИКУ, начальником Тюменского гарнизона. Находясь в Тюмени, Гущин неоднократно избирался депутатом городского совета, членом Тюменского обкома КПСС.
В июле 1974 года А.В. Гущин назначен начальником фортификационно-строительного факультета Военно-инженерной академии имени В. В. Куйбышева в Москве. Через год – начальником управления вооружения и снабжения инженерных войск Министерства обороны СССР.
В 1985 г. он становится лауреатом Государственной премии СССР «За разработку и внедрение новых перспективных образцов машин инженерного вооружения».
В 1986 году вновь вернулся в строй в связи с аварией на чернобыльской АЭС:  с 23 июня по 23 июля 1986 г. он возглавил работу в должности начальника оперативной группы инженерных войск Министерства обороны СССР.
Умер в ноябре 1994 года в Москве, похоронен на Троекуровском кладбище.

## Награды
Ордена СССР
- Орден Красного Знамени, (28.05.1945)[3]
- Орден Отечественной войны I степени (1945)
- Орден Отечественной войны II степени, два ордена, (1944;1944)[4]
- Орден Красной Звезды, три ордена (14.02.1944; 1954; 1967).[5]
- Орден «За службу Родине в Вооружённых Силах СССР» II степени (1988)
- Орден «За службу Родине в Вооружённых Силах СССР» III степени (1975)

Медали СССР
- Медаль «За боевые заслуги» (1954).
- «За победу над Германией в ВОВ 1941-1945 гг.» (1945)
- Медаль «За оборону Кавказа» (1944)
- Медаль «За взятие Кёнигсберга» (1945)
- Медаль «В ознаменование 100-летия со дня рождения Владимира Ильича Ленина» (1970)
- Медаль «За безупречную службу» I степени (1960)
- Юбилейная медаль «30 лет Советской Армии и Флота». (1948)
- Юбилейная медаль «60 лет Вооружённых Сил СССР». (1978)
- Юбилейная медаль «Двадцать лет Победы в Великой Отечественной войне 1941—1945 гг.».
- Юбилейная медаль «Тридцать лет Победы в Великой Отечественной войне 1941—1945 гг.».

Иностранные награды
- Медаль «40 лет освобождения Чехословакии Советской Армией»
- Медаль «40 лет Социалистической Болгарии»
- Медаль «30-я годовщина Революционных Вооруженных сил Кубы»
- Медаль «50 лет Монгольской Народной Армии»

## Воинские звания
- майор
- подполковник
- полковник
- генерал-майор
- генерал-лейтенант инженерных войск (1978 г.)

## Общественные почести
- В 1982 году Аркадию Васильевич Гущину присвоено звание "Почетный гражданин г. Могилева".[6]
- В 2012 году Тюменским областным советом ветеранов и командованием ТВИИВ учрежден диплом его имени, которым награждаются преподаватели, командиры, курсанты института и активисты ветеранского движения.
- 6 мая 2010 года, в Тюмени, на доме № 65 по улице Ленина была открыта мемориальная табличка в целях увековечивания памяти бывшего начальника Тюменского высшего военно - инженерного командного училища, лауреата Государственной премии СССР генерал - лейтенанта Гущина А.В.[7]